# Лоренцо де Медичи (1599 – 1648)
Вижте пояснителната страница за други личности с името Лоренцо де Медичи.
Дон Лорèнцо ди Фердинандо де Мèдичи (на италиански: Lorenzo di Ferdinando de' Medici, Don Lorenzo de' Medici; * 1 август 1599, Флоренция, Велико херцогство Тоскана; † 15 ноември 1648, Флоренция, Велико херцогство Тоскана) от фамилията Медичи, е принц от Великото херцогство Тоскана и испански гранд с обръщението „дон“, военен и дипломат.

## Произход
Той е седмото дете на Великия херцог Фердинандо I де Медичи (* 1549; † 1609), кардинал и 3-ти Велик херцог на Тоскана (1587 – 1609), и на съпругата му Кристина Лотарингска (* 1565; † 1636). Негови дядо и баба по бащина линия са Козимо I де Медичи, Велик херцог на Тоскана, и Елеонора ди Толедо, грандеса от известната кастилска фамилия Алба де Тормес, а по майчина – херцог Карл III Лотарингски и Клод дьо Валоа, втората дъщеря на френския крал Анри II и Катерина де Медичи. Има четири братя и четири сестри:
- Козимо II (* 1590, † 1621), 4-ти Велик херцог на Тоскана (1609 – 1621), съпруг на Мария Магдалена Австрийска, ерцхерцогиня на Австрия
- Елеонора (* 1591, † 1617)
- Катерина (* 1593, † 1629), съпруга на Фердинандо Гондзага, херцог на Мантуа и Монферат
- Франческо (* 1594, † 1614), 4-ти княз на Капестрано, барон на Карапеле, господар на Кастел дел Монте, на Офена и на Буси, военен.
- Карло (* 1595, † 1666), принц от Велико херцогство Тоскана и от 1615 г. кардинал и епископ
- Филипо, нар. Филипино (* 1598, † 1602)
- Мария Магдалена (* 1600, † 1633)
- Клавдия (* 1604, † 1648), съпруга на Федерико Убалдо дела Ровере, херцог на Урбино, и на Леополд V, ерцхерцог на Предна Австрия

## Биография

### Ранни години
Кръстен е през октомври 1600 г. Учи с братята си при Галилео Галилей, Бенедето Кастели и Джироламо Меркуриале. Освен науки и хуманитарни науки изучава конна езда, фехтовка, танци и баска топка (пилота). Обича лова.
През февруари 1609 г., след смъртта на баща си, наследява вилите Ла Петрая, Ла Топая, Кашине, Требио и Монтеветолини, владенията в Муджело, Понтасиеве, Скарперия, Пиза и Ливорно. Според волята на великия херцог Фердинанд I всички негови по-малки синове получават солидна издръжка, за да може всеки от тях да се ожени за представител на управляващ дом и да създаде странични клонове на династията Медичи. През 1617 – 1628 г. дворът във Флоренция договаря безрезултатно брака на Лоренцо, първо с принцеса от Дом Пико, херцози на Мирандола, след това с принцеса от Дом Карафа, наследница на Княжество Стиляно и Херцогство Сабионета.
- Ла Петрая
- Ла Топая
- Требио
- Монтеветолини

### Придворен живот
През 1621 г., след смъртта на великия херцог Козимо II, Лоренцо остава единственият възрастен мъж от управляващия дом в тосканския двор. Заедно с регентите, майка си Кристина Лотарингска си и Мария Магдалена Австрийска – вдовица на по-големия му брат той участва в управлението от името на малолетния си племенник, великия херцог Фердинандо II. Друг по-голям брат на Лоренцо – кардинал Карло де Медичи рядко посещава Флоренция. На княза са поверени дипломатически отношения с управляващите домове. Въпреки че не се интересува от военна кариера и никога не е участвал във войни и битки, той получава ранг на Генералисимус на армията на Великия херцог на Тоскана и ранг на Велик конетабъл на военния орден на Свети Стефан. Принцът е привлечен от турнири, футбол, надбягвания с хрътки, конни надбягвания, театър и музика.
През юли 1621 г. Лоренцо се мести в двореца Парионе във Флоренция, който е наследил от чичо си Джовани де Медичи. Тук той провежда срещи на театрални групи – Академията на непостоянните (на итал. Accademia degli Incostanti), Компанията на съгласните (на итал. Compagnia dei Concordi) и след това Компанията на непоклатимите (на итал. Compagnia degli Immobili).
Лоренцо не е в добро здраве. Злоупотребява с храна. Пътува много с образователни и дипломатически цели в италианските и германските държави. През 1617 г. е в Мантуа за сватбата на сестра си Катерина с херцог Фердинандо Гондзага. През 1619 г. пътува инкогнито до херцогствата Урбино, Мантуа, Модена и Парма, Венецианската и Генуезката република. През 1621 г. посещава Папската държава и прави поклонение в Лорето. По време на това пътуване посещава сестра си Клавдия и нейния съпруг, херцог Федерико Убалдо дела Ровере.
През 1623 г. оглавява посолството на Великото херцогство, изпратено в Урбино за овдовялата сестра на принца и нейната дъщеря Виктория. Дворът във Флоренция поверява на Лоренцо въпросите, свързани с наследството на неговата племенница. За тази цел той посещава Рим, за да привлече подкрепата на папа Урбан VIII. През 1626 г. придружава сестра си Клавдия в Инсбрук за сватбата ѝ с ерцхерцог Леополд V Хабсбургски. Лоренцо мисли да се запише в Имперската армия и да участва във войната с протестантите в Бохемия. Вместо това, след като посещава двора в Мюнхен, той остава известно време на гости на херцога на Лотарингия Шарл I дьо Гиз в двора в Нанси. След това пристига в щаба на императорската армия във Волфсбург. През декември 1626 г. чумата го принуждава да напусне армията и да се върне във Флоренция. През 1635 г. Лоренцо отново посещава Венеция.

### Колекционер
След ремонта на вила Ла Петрая близо до Флоренция, извършена от архитекта Джулио Париджи, принцът я прави своя провинциална резиденция и инструктира известния художник Балдасаре Франческини да я изрисува. Тук през 1630 – 1640-те години той събира най-богатата колекция от произведения, включително скулптури на Микеланджело Буонароти, Джамболоня, Джовани Франческо Сузини, гравюри на Албрехт Дюрер и Жак Кало, картини на италианските художници Джованни да Сан Джовани, Карло Долчи, Франческо Фурини, Винченцо и Чезаре Дандини, Леонардо Ферони, Орацио Фидани, Джовани Гарцони, Артемизия Джентилески, Балдасаре Франческини, Доменико и Валоре Казини, Бачо дел Бианко и Стефано дела Бела, както и на фламандските художници Петер Паул Рубенс, Юстус Сустерманс и Антонис ван Дайк.

### Последни години и смърт
През последните няколко години Лоренцо има сериозни здравословни проблеми, обострят се подаграта и артритът му. Умира на 49-годишна възраст на 15 ноември 1648 г. във Флоренция. Завещава цялото си имущество на своя племенник, великия княз Фердинандо II, с молба да раздаде част от него на роднини и слуги, както и да даде милостиня на бедните и за панихиди. Погребан е в Параклисите на Медичите в базиликата „Сан Лоренцо“ във Флоренция.
През 1857 г., по време на първата ексхумация на тленните му останки, в гроба му са открити почти разложени кости и дрехи. Дрехите съответстват на испанската мода от XVII век. Възможно е да се установи, че принцът е погребан в лилава кадифена жилетка, бродирана със злато, и в филцова шапка с пера.